# AC 2-Litre
La AC 2-Litre è un'autovettura prodotta dalla casa automobilistica britannica AC Cars dal 1947 al 1956.

## Profilo e contesto
Prodotta a partire dall'ottobre 1947 a Thames Ditton nel Surrey in Inghilterra, fu la prima autovettura assemblata dalla AC dopo la fine della seconda guerra mondiale e venne venduta in varie tipologie di carrozzeria, tra cui berina a due e (dal 1952) a quattro porte e a partire dal 1949, fu prodotta anche in versione coupé e drophead.
Il propulsore, che aveva il monoblocco in alluminio, era un sei cilindri in linea da 1991 cm³. Al lancio, avvenuto nell'ottobre del 1947, il motore era dotato di tre carburatori SU ed erogava una potenza di 74 CV (55,2 kW), che aumentarono nel 1951 a 85 CV (63,4 kW), più del doppio dei 35 CV (26,1 kW) del motore originale.
La scocca e la carrozzeria era in alluminio montata su sottotelaio in legno, che a sua volta era fissata su di un tradizionale telaio a longheroni in acciaio, dotato di un sistema sospensivo con assali rigidi sia all'anteriori che al posteriori costituito da balestre semiellittiche coadiuvato, per la prima volta su una vettura della AC, da ammortizzatori idraulici. Fino al 1951 l'auto aveva un sistema frenante del tipo misto, con un circuito idraulico che azionava i freni sull'asse anteriore e tramite cavo al posteriore con tamburi da 305 mm.
L'autovettura durante l'arco decennale della sua carriera ha subito poche modifiche e solo cambiamenti di dettaglio, tra cui le dimensioni delle ruote che vennero leggermente aumentate a 16 pollici (406 mm) nel 1951. Il motore da 2 litri della vettura continuò ad essere montato su altri modelli della AC fino al 1963.
La versione berlina a 2 porte venne testata dalla rivista The Motor nel 1948, registrando una velocità massima di 130 km/h e poteva accelerazione da 0-60 mph (0-97 km/h) in 19,9 secondi.